# Marjan Podobnik
Marjan Podobnik, slovenski politik, podjetnik, poslanec, diplomirani inženir kmetijstva, * 24. december 1960, Cerkno
Bil je predsednik Slovenske ljudske stranke in podpredsednik slovenske vlade. 

## Šolanje
Maturiral na Gimnaziji Jurija Vege v Idriji in diplomiral na Biotehniški fakulteti v Ljubljani leta 1986.

## Delo
Na začetku je delal na področju kmetijstva kot kmetijski svetovalec in direktor Kmetijske zadruge v Idriji.

#### Politika
Leta 1988 je bil med člani iniciativnega odbora Zveze slovenske kmečke mladine in soustanovitelj prve demokratične politične stranke v Sloveniji po drugi svetovni vojni, Slovenske kmečke zveze.  
Na prvih demokratičnih volitvah je bil na listi SKZ, ki je postala najštevilčnejša poslanska skupina koalicije DEMOS, izvoljen v takratno skupščino RS. Postal je vodja poslanske skupine SKZ, 1992 je postal predsednik stranke, ki je razširila program in se preimenovala v SLS. 
1996 je SLS na volitvah pod njegovim vodstvom dosegla skoraj 20% glasov in po neuspešnih poskusih za oblikovanje programsko sorodne koalicije stopila v vladno koalicijo z LDS dr. Janeza Drnovška. 
Kot podpredsednik vlade RS je bil 1998 sopokrovitelj prvega zbornika o slovensko-hrvaški meji v Istri, katerega cilj je bil postaviti strokovne temelje prihodnjim prizadevanjem za vzpostavitev dokončne pravične meje med Slovenijo in Hrvaško. 
Leta 1999 je vodil državni odbor za organizacijo obiska papeža Janeza Pavla II, ki se ga je v Mariboru ob razglasitvi Antona Martina Slomška za blaženega udeležilo blizu 200.000 ljudi.
Leta 2000 se je po združitvi s SKD umaknil iz profesionalne politike. Aktiven je ostal v Slovenski narodni zvezi pri SLS. Oktobra 2018 je bil ponovno izvoljen na mesto predsednika SLS. Julija 2022 ga je zamenjal Marko Balažic.
Leta 2007 je skupaj s somišljeniki ustanovil Zavod 25.

#### Kot poslovnež
Po enoletnem vodenju podjetja Telekom, kjer je skupaj s hčerinskimi družbami oblikoval skupino Telekom Slovenije, v kateri je povezal vse Telekomove družbe, se je odločil za samostojno podjetniško pot. Do leta 2015 je največ deloval na področju nepremičnin v Srbiji in na nekaterih drugih trgih JV Evrope.

#### Kmetijstvo
Leta 2015 je začel aktivno sodelovati s Centrom biotehnike in turizma Grm Novo mesto in Visoko šolo za upravljanje podeželja Grm.

## Aktivizem
Maja 2024 je bil prvopodpisani javnega pisma, ki opozarja na prodajo Panvite hrvaškemu finančnemu skladu ter pomen prehranske varnosti, energije, zadostne rodnosti, družinskih kmetij in pokojninskih skladov. V pismu je bilo tudi napisano, da »naši kmetje težko konkurirajo tudi s straniščnimi odplakami zalivanemu egiptovskemu krompirju ali ostankom hrane iz italijanskih veletržnic, ki predstavljajo del uvožene hrane za javne zavode«. Med sopodpisani so Ciril Smrkolj, Marjan Maučec in Tone Hrovat.

## Kontroverze
Mladina je njegovo poslovno pot označila za veliko manj uspešno od politične in kot razlog za njegovo vrnitev v politiko. Njegov ambiciozni srbski kmetijski projekt Kokobel je propadel po nekaj mesecih.

## Zasebno
Poročen je s Tatjano Podobnik, hčerjo pokojnega kmeta in politika Ivana Omana. Imata 6 otrok. Tudi njegov brat Janez je bil politik. Njuna sestra je Anka.

## Položaji v slovenskem parlamentu
Leta 1992 je bil izvoljen v 1. državni zbor Republike Slovenije; v tem mandatu je bil član naslednjih delovnih teles:
- Komisija za spremljanje in nadzor lastninskega preoblikovanja družbene lastnine,
- Odbor za gospodarstvo (do 29. junija 1994) in
- Preiskovalna komisija za parlamentarno preiskavo o sumu zlorabe javnih pooblastil v poslovanju podjetij HIT d.o.o., Nova Gorica, Elan, Slovenske železarne, banke, ki so v sanacijskem postopku, dodelite koncesij za uvoz sladkorja tudi za potrebe državnih rezerv.